# Kazimierz Prószyński
Kazimierz Prószyński (Varsavia, 4 aprile 1875 – Mauthausen, 13 marzo 1945) è stato un inventore polacco attivo nel campo del cinema.
Ha brevettato la sua prima cinepresa, chiamata Pleografo (in ortografia polacca: Pleograf), prima dei fratelli Lumière, e in seguito ha migliorato il proiettore cinematografico per la casa cinematografica Gaumont, oltre ad aver inventato l'ampiamente utilizzata macchina da presa manuale Aeroscope.

## Biografia

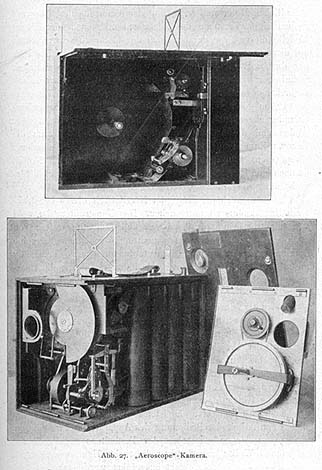
Aeroscope, invenzione di Prószyński 1909.

Prószyński fu educato in Polonia e Belgio e fu attivo in Belgio, Francia, Inghilterra, Stati Uniti e Polonia. Era il nipote del fotografo Stanisław Antoni Prószyński, che fu accusato dai russi di aver inserito simboli patriottici sullo sfondo delle fotografie fatte nel suo atelier e fu condannato dalle autorità della Russia zarista. Fu anche il figlio di Konrad Prószyński, un attivo educatore, scrittore ed editore polacco.
Nel 1894, Kazimierz Prószyński costruì una delle prime macchine da presa. Questo Pleografo, o apparato per scattare fotografie e proiettare immagini, fu costruito prima che i fratelli Lumière depositassero il loro brevetto. Prószyński ha prodotto diversi film in Polonia all'inizio del XX secolo, oltre ad aver creato un otturatore per proiettore cinematografico migliorato, la prima macchina da presa a mano e aver ideato un metodo per sincronizzare tracce audio e video.
Kazimierz Prószyński trascorse gran parte della sua vita attiva all'estero. All'inizio del XX secolo fu attivo in Francia e in Inghilterra come inventore e produttore della macchina da presa Aeroscope (1909), alimentata ad aria compressa. Filmando con l'Aeroscope, il cameraman non doveva più girare la manovella, come in tutte le macchine da presa del tempo, avendo così entrambe le mani libere per lavorare con la cinepresa. Ciò permise di filmare con una cinepresa anche nelle circostanze più difficili e dagli aeroplani. L'aria compressa era pompata nel sistema di cineprese, prima delle riprese, con una semplice pompa speciale, simile a quelle ancora utilizzate per pompare l'aria nelle gomme delle biciclette. Centinaia di macchine fotografiche Aeroscope, leggere e relativamente compatte, vennero utilizzate dai cameramen dell'esercito britannico sui campi di battaglia della Prima Guerra Mondiale, e successivamente dai cameramen dei cinegiornali, fino alla fine degli anni '20, quando presero il sopravvento telecamere a molla più moderne come la Eyemo e la successiva Bolex. Comunque, ci sono fotografie d'archivio di cameramen che pompano l'aria nelle macchine da presa aeroscope ancora fino al 1940, agli inizi della Seconda Guerra Mondiale.
Non appena la Polonia riacquistò l'indipendenza nel novembre 1918, Prószyński vi ritornò con sua moglie inglese, Dorothy, e con i bambini Kazimierz junior e Irena. Già da subito fu difficile trovare partner commerciali per la sua invenzione. Nel 1922 riuscì a fondare la compagnia Oko (parola polacca per "occhio") con lo scopo di promuovere una omonima semplice macchina da presa amatoriale di sua costruzione, che Prószyński intendeva produrre in serie per le scuole e per i cittadini. La crisi economica degli anni '20 interruppe i piani di Kazimierz Prószyński. Era impegnato in altre invenzioni, come semplici videoproiettori casalinghi e macchine da lettura per non vedenti, ma non riuscì a produrre in serie nessuna di loro.
Durante la Seconda Guerra Mondiale e l'occupazione tedesca della Polonia, la polizia tedesca Gestapo scoprì il suo laboratorio. Prószyński e il suo collega furono arrestati con l'accusa di cospirazione. Rilasciato dopo 10 giorni, Prószyński non riuscì a far cadere tutti i sospetti su di lui. Fu seguito dalla Gestapo e dovette spostarsi spesso per evitare l'arresto. Alla fine fu arrestato il 25 agosto 1944, durante la rivolta di Varsavia.
Kazimierz Prószyński morì nel campo di concentramento di Mauthausen nella primavera del 1945, poco prima della liberazione, come prigioniero numero 129957.
Kazimierz Prószyński è considerato, insieme a Bolesław Matuszewski, uno dei più importanti pionieri del cinema polacco.

## Ulteriori letture
- Władysław Jewishiewicki,  Kazimierz Prószyński , Interpress, Varsavia 1974, (in polacco)
- Alfred Liebfeld "Polacy na szlakach techniki" WKŁ, Warszawa 1966 (in polacco)